# هبتان-1-ول
هبتان-1-ول هو كحول ذو سلسلة كربون وسبعة معادلات بنيوية لـ CH3(CH2)6OH. وهو سائل عديم اللون واضح وقابل للذوبان بدرجة كبيرة في الماء، ولكنه قابل للامتزاج مع الأثير والإيثانول.